# Amerikai história X
Az Amerikai História X (American History X) 1998-ban bemutatott amerikai filmdráma Tony Kaye rendezésében, David McKenna forgatókönyve alapján. Egy megrázó, sokat vitatott dráma egy családban zajló rasszizmusról, két főszereplője Edward Norton és Edward Furlong. Az Amerikai história X további sztárja Fairuza Balk (Stacey), Avery Brooks (Dr. Bob Sweeney), Ethan Suplee (Seth Ryan), Elliot Gould (Murray), Stacy Keach (Cameron Alexander) és Beverly D’Angelo (Doris Vinyard).

## Történet
Derek Vinyard (Edward Norton) jogosnak vélt elkeseredettségében csatlakozik a rasszista fehérekhez. A fehérek felsőbbrendűségét hirdető fiatalok csoportjának karizmatikus vezetője lesz. A börtönben landol egy brutális, gyűlölet vezette gyilkosságért: egy ízben három fekete megpróbálja ellopni a kocsiját, erre megöli őket. A rács mögött Derek világról vallott elképzelései száznyolcvan fokos fordulatot vesznek. Szabadulásakor, múltja miatt megszégyenülve ígéretet tesz, hogy megváltozik, de Derek ráébred, hogy meg kell menteni Dannyt (Edward Furlong), az öccsét a hasonló sorstól.

## Részletes cselekmény
Első jelenet (múlt): Danny visszaemlékszik arra, amikor Derek elköveti a kettős gyilkosságot. Danny felkel, amikor a két néger srác, megpróbálja ellopni Derek kocsiját (Derek nem hallja, mert a barátnőjével szeretkezik) és szól a bátyjának. Derek a fiókból előveszi a fegyverét, és lemegy a földszintre. Kinéz a kulcslyukon, és észreveszi, hogy nem egyedül van a srác, hanem két társával. Derek kitöri az ajtót, és az első színes bőrű férfit kétszer-háromszor testen lövi. Erre a "rabló" társa, aki megpróbálta elkötni a kocsit, elkezd menekülni, de Derek lapockán lövi. A harmadik elhajt a kocsival, Derek utánalő, de mégis elmenekül. Derek erre megfordul és visszamegy a sérülthöz. (Eddig emlékszik vissza Danny, de később kiderül a történet többi része.)
Második jelenet (jelen): Dannyt behívatta Bob, az igazgató, mert Danny beadott egy dolgozatot azzal a címmel: Az én Mein Kampfom. Kirúgással fenyegeti, ami Dannyt hidegen hagyja, ezért Bob döntés elé állítja. Hozzá kell járnia történelem órákra, ahol majd aktuális témákkal foglalkoznak, és írnia kell egy dolgozatot Amerikai história X címmel, bemutatva mindazokat az eseményeket, melyek Derek bebörtönözéséhez vezettek, vagy kicsapja az iskolából. Ezután Danny a WC-re megy, ahol rágyújt, miközben bejön három néger gyerek, akik egy fehér gyereket akarnak megverni. Danny kijön, és az egyik gyerek arcába füstöt fúj, jelezve, hogy nem fél tőlük. Szerencsére becsengetnek, a három kölyök elmegy. Bob eközben elmegy egy rasszizmus-ellenes csoporthoz, ahol megmutat egy videót, hogy mi vezette Dereket a rasszizmusig. (Egy riport Derekkel, aki elmondja, hogy apja halálát a színes bőrűek okozták.) Ezután Danny hazasietett, mert Dereket akkor engedték ki a börtönből.
Harmadik jelenet (múlt): Danny visszaemlékszik a Venice Beach-i kosármeccsre: fehérek és feketék játszottak, amikor egyszer csak Seth és az egyik néger összetűzésbe került. A néger fogad vele 100 dollárban, hogy lejátssza a pályáról, amibe Seth belemegy. Odamegy Derekhez, és megpróbál tőle pénzt kérni, de Derek kioktatja, és inkább más ajánlatot tesz a feketéknek. 8:6-nál ő is beszáll és a tét a pálya: nem csak mára, örökre. Amikor meccslabdához érnek, az egyik néger szájba veri Dereket a könyökével. A kispadnál Danny és Stacey büntetőt reklamálnak, de Derek azt mondja, hogy meccslabdánál nincs, ezért a meccs folytatódik. A feketéknél volt a labda, amikor az egyikük keresztlabdával próbálkozott, ezt Derek lefülelte, így egyedül mehetett a palánkra, és be is zsákolt, így a feketéknek le kellett mennie a pályáról.
Negyedik jelenet (jelen): Danny hazaért, ahol Derek (aki már megnövesztette a haját) a lányokat ölelgette. Danny megmutatja Dereknek a tetoválását, melyet Derek nem néz jó szemmel. Ezután cseng a telefon; Bob volt, Dereket kereste, aki elmondta, mit csinált Danny az iskolában.
Eközben meglátogatja őket Seth is, aki Dereket keresi, hogy elmenjenek valahova. Derek kijön a szobából és kioktatja Dannyt, hogy mit csinált, amit nem néz jó szemmel. Ezután Danny nekiáll a dolgozatának, Derek és Seth pedig elindul Cameron felé.
Ötödik jelenet (múlt): Danny dolgozatírás közben visszaemlékszik arra, amikor Derek és bandája "szétszednek" egy bevándorló munkaerővel dolgozó boltot, de előtte Derek elmondta globalizációellenességet megmagyarázó beszédét: 
Figyu srácok. Ideje, hogy kinyissuk a szemünket. Ma éjjel kétmillió illegális bevándorló húzza a lóbőrt az országban. A múlt évben három milliárd dollárt költöttünk, segély címszó alatt olyanokra, akiknek semmi joguk sincs itt lenni. Három milliárd dollárt. 400 millió ment el csak a bevándorló bűnözőkre akik azért jutottak be az országba, mert a szaros bevándorlási hivatal szerint nincs értelme utánajárni a bűncselekményeknek. Kit izgat? A saját kormányunk szarik bele. A bevándorlási politikánk kész röhej. Ezek után csoda ha a déli határnál kiröhögnek minket? Röhögnek a törvényeinken? Éjjelente ezrével áramlanak be a paraziták, mert azt hiszik, hogy itt kolbászból van a kerítés. Ne röhögjetek. Nincs ezen semmi vicces. Rólatok van szó és rólam. Tisztes, keményen dolgozó polgárokról akik csak pengetnek, de szart sem látnak viszont, mert a mi kormányunk jobban érdekli az olyan alkotmányos joga, akik még csak nem is amerikai állampolgárok. Ott virít a szabadságszobron: "Otthonra lelsz itt fáradt, éhes és szegény." Az amerikai polgár az aki fáradt, éhes és szegény. Amíg pedig ez nincs megoldva mondjuk azt, hogy bezár a bazár. Mert ezzel csak veszítünk. Elveszítjük a jogot, hogy alakítsuk a saját sorsunkat. Feladjuk a szabadságunkat, hogy egy rakás idegen megszállhasson minket és kifoszthassa az országot. És hol történik mindez? Nem a világ másik végén, nem olyan távoli helyeken, ahová úgy sem ér el a kezünk, hanem ezen a szent helyen. Ebben a házban a hátatok mögött. Archie Milleré volt ez a bolt mióta az eszünket tudjuk. Dave is ott dolgozott. Mike is ott dolgozott. Ő tönkre megy, mire valami koreai veszi át a boltot és kirúgat mindenkit és hülyére keresi magát, mert 40 rohadt jöttmentet vesz föl helyettünk. Az orrunk előtt zajlik az egész, de nem látom, hogy bárki is tenne valamit, és ez rohadtul bassza a csőrömet. Nézzetek körül. Ez nem az otthonunk. Ez egy harctér. Ma este harcba indulunk. Döntsétek el. Vagy gyökeret verünk a partvonalon és nézzük, ahogy megerőszakolják országunkat. Vagy összefogunk és a tettek mezejére lépünk.
Bemennek a boltba és mindent szétvernek, a kereskedőket "meghurcolják", a boltot szétverik, mielőtt a zsaruk odaérnek. Ezután Danny arra is visszaemlékszik, mikor az asztalnál ülnek: Derek, Stacey, Murray, Doris, Davina és ő. Az asztalnál Derek és Murray vitatkozik a rasszizmusról, amikor is Dereknek eszébe jut, hogy Murray (aki mellesleg zsidó vallású) a megboldogult apja székén ül. Dereknek elmegy az esze, Murrayt elüldözi a házuktól, Davinát, aki megpróbál elmenni az asztaltól, megráncigálja, Dannyt és Dorist, akik megpróbálják "leszedni" róla, ellöki magától (Derek itt lett végleg rasszista). Doris ezután kitagadja a házukból.
Hatodik jelenet (jelen): Danny bemegy az anyjához, akivel elbeszélget, ezután visszamegy a szobájába, ahol elővesz egy kis dobozt, amiben egy újságcikk van: Derek kettős gyilkossága. (múlt): Danny megint visszaemlékszik arra, amikor Derek megölte azt a két fekete fickót. A harmadik elhajt a kocsival, Derek utána lő, meglövi, de az mégis elmenekül. Derek erre megfordul és visszamegy a sérülthöz, aki ugyanaz a fekete srác, aki a kosármeccsen szájba verte. Odamegy hozzá és odaviszi az út padkájához. Pisztolyt fog a fejére és azt parancsolja: ˝Tedd a pofád a padkára˝, aki meg is teszi. Erre Derek, a bakancsával rátapos a fejére, hallani a koponya reccsenését, a fekete srác rögtön meghal. Ezután kiérkezik a rendőrség, Derek furcsa, őrült mosollyal az arcán adja meg magát.

Derek a börtönben

Hetedik jelenet (jelen): Megérkeznek Danny haverjai, hogy együtt menjenek el Cameron bulijára. Elmennek, időközben már Derek és Seth is megérkeztek. Derek találkozik Staceyvel, akinek elmondja, hogy ő kiszáll a bandából, mert baromságnak tartja, és azt akarja, hogy ő vele tartson. Stacey "őrültnek" tartja, ezért Derek otthagyta és felmegy Cameronhoz. Neki is elmondja, hogy kiszáll és Dannyt is magával viszi, amit Cameron nem enged, ezért Derek megüti majd megrúgja és kimegy a szobából. El is menne Dannyvel, de Seth megakadályozza egy fegyverrel, mert megütötte Cameront. Stacey uszítja Sethet, hogy lője le, de Derek lefegyverezi és elmenekülnek. Danny dühöng, de Derek végre elmondja neki, hogy mi történt vele a börtönben.
Nyolcadik jelenet (múlt): Első nap kilép a cellából, és neki jobbra és balra csak feketék állnak. Kimegy az udvarra, leveszi  horogkeresztes testéről a pólót, hogy szerezzen egy-két havert. Az ebédnél be is fogadják a szkinhedek. Dereket beosztják a mosodába, egy fekete társ mellé. Derek az elején egy szót se szól hozzá. Már egész jól összebarátkozik a fehérekkel, ezáltal védelmüket is élvezve, amikor észreveszi, hogy az egyik fehér bizniszel egy kreol-bőrű fickóval, ami nagyon zavarja, így összekap a fehérekkel. Ezután bejött látogatóra hozzá Doris, akinek elmondja, hogy jól van, de soha többé ne látogassák meg a börtönben. Kezd összebarátkozni a fekete sráccal, (Lamont) a mosodából. Ezután már beáll kosarazni a feketékkel, amit a fehérek egyre rosszabb szemmel néznek. A zuhanynál már be is találják Dereket. Két-három ember lefogja és az egyik fehér hátulról megerőszakolja és a fejét a falhoz vágják. (Itt vesz 180° fordulatot Derek a nézeteivel). A kórházban fekszik, amikor meglátogatja Sweeney, aki sokat segít majd Dereknek a megváltozásban. Dereket teljesen elhagyják a fehérek, de ő tovább edz, a négerek pedig sohasem támadták meg. Szabadulása előtt, elbúcsúzik Lamonttól, tudja, hogy neki köszönheti, hogy nem bántották a feketék.
Kilencedik jelenet (jelen): Danny ezután megérti, min ment keresztül Derek, és ő is megérti, amit Derek. Hazamennek, a lányokat betakargatják, a szobájuk faláról pedig, minden náci jelet leszednek. Danny befejezi a dolgozatát. (pillanatnyi múlt): Danny visszaemlékszik hogy az apjában is benne volt a rasszizmus. (jelen): Vinyardék háza előtt köröznek a négerek, köztük a srác, akinek Danny füstöt fújt az arcába. Derek zuhanyzás után, a tükör előtt áll és letakarja a mellkasán lévő horogkeresztet.
Tizedik jelenet (jelen): Derek másnap állásinterjúra megy, és elkíséri Dannyt az iskolába. Beugranak egy kávézóba, ahol később belép Sweeney és egy rendőr, és elmondja Dereknek, hogy Cameron és Seth az intenzíven fekszenek, és hogy szeretné, ha Derek segítene a szkinhedek lefülelésében. Dannyt bekíséri az iskolába, ahol elválnak útjaik. Ezután Derek sétál az utcán, megfordul és látja, hogy egy kocsi lassít le mellé, de nem áll meg. Egy fekete bőrű kéz nyúl ki az ablakon, és úgy tesz mintha lelőné Dereket, azután tovább mennek (Derek és a néző is érzi, hogy baj fog történni Dannyvel). Danny a WC-n van és amikor megfordul, egy fekete fiú áll mögötte, az, akinek az arcába fújta a füstöt. A fekete srác rácéloz egy fegyverrel és háromszor mellkason lövi. Derek berohan az iskolába, ahol be akar menni Dannyhez. Bob feltartja, de Derek kiszakítja magát. Derek a karjába veszi halott öccsét és így szól: ,,Mit tettem, mit tettem." Danny gondolatai pedig így szólnak:  

Megmondom mit tanultam mindebből. Ez a tanulság, igaz? Tehát azt a következtetést vontam le. Az élet túl rövid az állandó gyűlölködéshez. Nem ér annyit.

## Szereplők
| Színész          | Magyar hang        | Filmbeli neve     | Szerepe |
| Edward Norton    | Stohl András       | Derek Vinyard     | Apja halála után elkeseredettségében, csatlakozik a neo-nácikhoz, és Cameron Alexanderhoz, hogy "megtisztítsák" Venice Beach-et a bevándorlóktól. Derek elkövet egy kettős gyilkosságot, ezért börtönbe jut. Szabadulása után "megvilágosodik", de rá kell ébrednie, hogy meg kell mentenie öccsét, Dannyt, hogy letérítse a rossz útról. |
| Edward Furlong   | Hamvas Dániel      | Danny Vinyard     | Rasszista lesz Dereket követve (ő a példaképe), aki Derek börtönbüntetése közben (ő is) csatlakozik Cameronhoz. |
| Beverly D’Angelo | Kovács Nóra        | Doris Vinyard     | A testvérek anyja, aki elkeseredettségében nem tud mit kezdeni fiaival. |
| Avery Brooks     | Hankó Attila       | Dr. Bob Sweeney   | Danny iskolájának igazgatója, aki fekete ugyan, de nem írja le a Vinyard testvéreket, és megpróbál segíteni. |
| Jennifer Lien    | Ősi Ildikó         | Davina Vinyard    | Derek és Danny testvére, aki szereti őket, de elítéli a rasszizmust. |
| Ethan Suplee     | ifj. Jászai László | Seth Ryan         | Dereket a legjobb barátjának tartja, aki rasszista és mindenben követte Dereket. |
| Stacy Keach      | Barbinek Péter     | Cameron Alexander | Derek és a többi szkinhed "bábmestere", ő mozgatja a szálakat, és a rendőrség nem tud vele mit kezdeni, mert nincs priusza. |
| Fairuza Balk     | Braun Rita         | Stacey            | Derek barátnője, aki mindenben támogatta, még a börtön után is megvárta, de amikor Derek a "jó útra" tért, megutálta. |
| Elliott Gould    | Orosz István       | Murray            | Doris barátja volt, aki mellesleg zsidó vallású. |

## Kritika és bevétel
A Rotten Tomatoes.com weboldalon 72 kritikus írt véleményt az Amerikai história X-ről, a film 83%-ban kapott pozitív kritikát. A főszereplő Edward Nortont a legjobb férfi főszereplő kategóriában jelölték Oscar-díjra. Amerikában 6 719 864 dollár bevételt ért el, míg világszerte összesen (az USA-val együtt) 23 875 127 dollár volt.

### Díjak és jelölések
| Év   | Nevezés  | Díj és kategória                                                 | Név              |
|      |          | Oscar-díj                                                        |                  |
| ---- | -------- | ---------------------------------------------------------------- | ---------------- |
| 1999 | jelölés: | legjobb férfi főszereplő                                         | Edward Norton    |
|      |          | Amerikai Fantasy és Horrofilmek Akadémiája                       |                  |
| 1999 | jelölés: | Szaturnusz-díj – Legjobb színész                                 | Edward Norton    |
|      |          | Chicagói Filmkritikusok Egyesülete-díj                           |                  |
| 1999 | jelölés: | CFCA-díj – Legjobb színész                                       | Edward Norton    |
|      |          | Chlotrudis-díj                                                   |                  |
| 1999 | jelölés: | Legjobb színész                                                  | Edward Norton    |
|      |          | Amerikai Filmhang-díj                                            |                  |
| 1999 | jelölés: | Aranytekercs-díj – Legjobb zene                                  | Richard Ford     |
|      |          | Online Filmkritikusok Egyesülete-díj                             |                  |
| 1999 | jelölés: | OFCS-díj – Legjobb színész                                       | Edward Norton    |
|      |          | Politikai Film Egyesület                                         |                  |
| 1999 | jelölés: | PFS-díj – Béke                                                   | Film             |
|      |          | Satellite-díj                                                    |                  |
| 1999 | díj:     | Arany Satellite-díj – Legjobb férfi alakítás-dráma kategória     | Edward Norton    |
| 1999 | jelölés: | Arany Satellite-díj – Legjobb forgatókönyv-eredeti kategória     | David McKenna    |
| 1999 | jelölés: | Arany Satellite-díj – Legjobb női mellékszereplő-dráma kategória | Beverly D’Angelo |
|      |          | Southeasterni Filmkritikusok Egyesülete-díj                      |                  |
| 1999 | díj:     | SEFCA-díj – Legjobb színész                                      | Edward Norton    |
|      |          | Fiatal Művész-díj                                                |                  |
| 1999 | jelölés: | Fiatal Művész-díj – Legjobb fiatal férfi mellékszereplő          | Edward Furlong   |

## Zene
A filmben mindössze két zene hallható. A zene gyér használata felhívja a figyelmet a dalok jelentésére. Az első dal egy Kyrie-kórus tétel, könyörgés az isteni irgalomért („Uram irgalmazz! Krisztus kegyelmezz! Uram irgalmazz!”). A második dal a The white man marches on egy zenei paródia Johnny Rebel előadásában a Glory, hallelujah dallamán, mely a Battle Hymn of the Repuplic c. amerikai dal. Seth kezdi el énekelni. A dal lényege, hogy minden fajgyűlölő ellenséget írja le.

### Zeneszámok
| Zeneszerző     | Cím                         | Előadó              | Hossz |
| -------------- | --------------------------- | ------------------- | ----- |
| William Steffe | Battle Hymn of the Republic | -                   | 00:39 |
| Kyrie          | Glory, Glory Hallelujah     | Seth (Ethan Suplee) | 00:07 |

## Érdekességek
- Seth egy pólót hordott a kosármeccsen 88-as számmal. A 8-dik szám az ABC-ben a H betű, így a 88 HH-t jelent, ami a neonáci közösségeknél Heil Hitler-t jelenti.
- Edward Norton 15 kg izmot szedett fel a szerep kedvéért.
- A filmben 205-ször hangzott el a „fuck” szó.
- Amikor Danny és Derek reggelit kap, mielőtt Danny bemenne az iskolába, azt az éttermet A nagy Lebowskiban (1998) is felhasználták helyszínnek.
- Danny utolsó gondolata: ˝Nem ellenségek vagyunk, hanem barátok. Nem szabad ellenségeskednünk. Lehetnek köztünk feszültségek. De a szeretet sohasem törhet meg. Az emlékezet titkos húrjai meg-megpendülnek midőn jobbik természetünk lágyan megérinti őket˝ az 1861-es Abraham Lincoln első beiktatási beszédének (Inaugural Address) záró szavaiból van.
- Cameron Alexander karakterét Tom Metzger-ről mintázták, aki a White Aryan Resistance (WAR), egy szélsőséges fehér felsőbbrendűség-csoport vezetője.
- Stacy Keach lecsapta Marlon Brando kezéről Cameron Alexander szerepét.
- Kaye a rendező megtagadta a film megvágását. Megpróbálta elérni, de nem sikerült, hogy a neve ne szerepeljen a stáblistán.[4]

## Fordítás
- Ez a szócikk részben vagy egészben  az   American_History X című német Wikipédia-szócikk fordításán alapul.  Az eredeti cikk szerkesztőit annak laptörténete sorolja fel. Ez a jelzés csupán a megfogalmazás eredetét és a szerzői jogokat jelzi, nem szolgál a cikkben szereplő információk forrásmegjelöléseként.
- Ez a szócikk részben vagy egészben  az   American_History X című angol Wikipédia-szócikk fordításán alapul.  Az eredeti cikk szerkesztőit annak laptörténete sorolja fel. Ez a jelzés csupán a megfogalmazás eredetét és a szerzői jogokat jelzi, nem szolgál a cikkben szereplő információk forrásmegjelöléseként.